# Franciszek Rodziewicz (oficer kawalerii)
Franciszek Karol Rodziewicz (ur. 15 października 1894 w Bandyszówce, zm. po 1944) – major kawalerii Wojska Polskiego, działacz niepodległościowy, kawaler Orderu Virtuti Militari.

## Życiorys
Urodził się w majątku Bandyszówka, w ówczesnym powiecie jampolskim, guberni podolskiej, w rodzinie Władysława i Kazimiery z Wysockich.
Do Wojska Polskiego został przyjęty z byłych Korpusów Wschodnich i byłej armii rosyjskiej. Do wiosny 1933 służył nieprzerwanie w 5 Pułku Ułanów Zasławskich. 3 maja 1922 został zweryfikowany w stopniu rotmistrza ze starszeństwem z 1 czerwca 1919 roku i 201. lokatą w korpusie oficerów jazdy (od 1924 roku – kawalerii), a 18 lutego 1928 mianowany majorem ze starszeństwem z 1 stycznia 1928 i 12. lokatą w korpusie oficerów kawalerii. W kwietniu tego roku został przesunięty ze stanowiska dowódcy szwadronu na stanowisko kwatermistrza, a w marcu 1930 przesunięty na stanowisko dowódcy szwadronu zapasowego. W kwietniu 1933 został przeniesiony z 5 puł. na stanowisko rejonowego inspektora koni Czortków. Obowiązki na tym stanowisku wykonywał do 1939. Latem 1944 pełnił służbę w Komendzie Obszaru Lwowskiego Armii Krajowej na stanowisku szefa służby taborowej.
Był żonaty z Janiną Wandą z Grochowskich (1904–1955), z którą miał syna Stanisława Marię.

## Ordery i odznaczenia
- Krzyż Srebrny Orderu Wojskowego Virtuti Militari[12][13]
- Krzyż Walecznych[14]
- Złoty Krzyż Zasługi – 10 listopada 1938 „za zasługi w służbie wojskowej”[15][16][17]
- Medal Niepodległości – 3 maja 1932 „za pracę w dziele odzyskania niepodległości”[18][19][20]
- Medal Zwycięstwa[21]